# Kunoichi Tsubaki no Mune no Uchi
Kunoichi Tsubaki no Mune no Uchi (くノ一ツバキの胸の内?) es una serie de manga escrito e ilustrado por Sōichirō Yamamoto. Comenzó su serialización en la revista Gekkan Shōnen Sunday desde febrero de 2018 y la editorial Shōgakukan lo ha compilado hasta el momento en cinco volúmenes tankōbon. Una adaptación de la serie al anime producida por CloverWorks se estrenó el 9 de abril de 2022.

## Sinopsis
La historia sucede en una aldea ninja donde solo hay mujeres, la protagoniza Tsubaki, quien es la mejor estudiante de su escuela y siente mucha curiosidad por algo que no puede hacer público.
El aislacionista Clan Akane, compuesto por un escuadrón de chicas formado principalmente por jóvenes kunoichi en formación, tiene un código al que todas deben adherirse: Como los hombres son seres peligrosos, está prohibido relacionarse con ellos. Tsubaki, la líder del denominado Dog Squad, es una excelente aprendiz con un futuro prometedor, pero ha empezado a experimentar una extraña sensación en su corazón… siempre que se saca a colación el tema de los chicos.

## Personajes
Tsubaki (ツバキ?)
 Seiyū: Yūko Natsuyoshi
Protagonista de la obra. Es una de las kunoichi más habilidosas de la división avanzada del Clan Akane, diligente y generosa, además es la capitana del Equipo Perro. Pero tras escuchar todas las historias acerca de los hombres, se siente ansiosa por conocer uno, influyendo en su rendimiento y preocupando a sus compañeras de equipo, suele mostrar miedo por lo sobrenatural (historias de fantasmas y otros seres extraños), y tiene algo de mala suerte.
Sazanka (サザンカ?)
 Seiyū: Miyari Nemoto
Kunoichi de la división novata y compañera de Tsubaki en el Equipo Perro, su apariencia infantil es complementada con su apego hacia Tsubaki, siguiéndola a donde vaya y tratando de estar lo más cerca de ella el mayor tiempo posible y llamándola "hermana". Suele sobornar con comida a Asagao para que la ayude.
Asagao (アサガオ?)
 Seiyū: Sayumi Suzushiro
La  tercera miembro del Equipo Perro, también de la división novata. Es la más vaga, y la forzada compañera de andanzas de Sazanka. Adora comer, y hará cualquier cosa con tal de tener más alimento. A pesar de ser novata, tiene una figura bastante dotada.
Rindō (リンドウ?)
 Seiyū: Konomi Kohara
La nueva estudiante del Clan Akane, proveniente de una aldea ninja mixta en la cual fue entrenada como un niño, lo que hace que use pronombres masculinos para hablar de sí misma. Al llegar estaba tan nerviosa que usaba todo el tiempo una máscara Kitsune pero poco a poco fue dejándola gracias a la confianza que le dio Tsubaki. Tiene la habilidad de invocar personas.
Benisumono (ベニスモモ?)
 Seiyū: Aya Yamane
Es la capitana del equipo Oveja y miembro de la división avanzada, considerada una de las dos kunoichis más fuertes de la aldea, al nivel de Tsubaki. A pesar de mostrarse holgazana y presumida, en secreto entrena sin descanso para poder mantenerse al nivel de Tsubaki y seguir rivalizando con ella, tiene una actitud de "Tsundere" para con las demás personas.
Mizubashō (ミズバショウ?)
 Seiyū: Manaka Iwami
Estudiante de la división avanzada del equipo Oveja, es especialista en colocar trampas. De apariencia inocente, siempre se la ve calmada y leyendo un libro
Tōwata (トウワタ?)
 Seiyū: Miyu Tomita
La tercera integrante del equipo Oveja, la única de la división novata. Regaña constantemente a Benisumono para que sea más dedicada en sus entrenamientos y no dependa tanto de su talento, ignorando el verdadero origen de éste, a pesar de esto, admira mucho a Benisumomo.
Hinagiku (ヒナギク?)
 Seiyū: Marika Kōno
Estudiante de la división avanzada y capitana del equipo Caballo, tiene aires narcisistas al considerarse la más linda, a pesar de que su ego es tan frágil que llora apenas considera que alguien es más linda que ella. Tiene una técnica que esclaviza la mente de quien la recibe, y suele meterse en problemas ya que tiende a hacer tramas o mentir para conseguir sus objetivos, aunque sus planes siempre fracasan.
Kibushi (キブシ?)
 Seiyū: Maria Naganawa
Estudiante de la división avanzada y miembro del equipo Caballo. Es la fiel seguidora de Hinagiku, participando en todos sus planes, constantemente llamándola linda y preocupándose por ella cuando esta triste o llora.
Oniyuri (オニユリ?)
 Seiyū: Yō Taichi
Estudiante de la división avanzada y miembro del equipo Caballo. De apariencia masculina, es una de las más fuertes, a veces actuando como una especie de guardaespaldas para Hinagiku, tiene su actitud fría e inexpresiva, pero se preocupa por sus compañeras. Usa técnicas de manipulación de sombras.
Mokuren (モクレン?)
 Seiyū: Hina Yōmiya
Estudiante de la división avanzada y capitana del equipo Mono, es la compañera de banco de Tsubaki en las clases y una de sus mejores amigas, lo que causa celos a Sazanka. Es experta en técnicas medicinales y tiene la costumbre de no negarse a los favores que le piden.
Hōsenka (ホウセンカ?)
 Seiyū: Hiyori Kono
Estudiante de la división novata y miembro del equipo Mono, constantemente busca desafiar a Tsubaki y al equipo Perro para derrotarlas y cambiar de nombre de grupo. Tiene una cierta rivalidad con Sazanka, ya que constantemente se gritan y se pelean, pero deja entrever una especie de "amistad" entre ellas.
Tsuwabuki (ツワブキ?)
 Seiyū: Yūki Hirose
Estudiante de la división avanzada y miembro del equipo Mono, intenta convencer a Mokuren de que no sea tan accesible a los favores, y de algún modo también conteniendo las travesuras de Hosenka. Se le ve constantemente jugando Go con Fuki
Tachiaoi (タチアオイ?)
 Seiyū: Kana Ichinose
Estudiante de la división avanzada y capitana del equipo Rata. Es algo insegura, ya que tiene que lidiar con polos opuestos como lo son Higuruma y Hagi y teme no poder ser una buena líder para que ellas congenien.
Higuruma (ヒグルマ?)
 Seiyū: Mayu Mineda
Estudiante de la división novata y miembro del equipo Rata. Es positiva, frontal y sin miedo, pero bastante impulsiva, lo que causa frecuentes desacuerdos con Hagi.
Hagi (ハギ?)
 Seiyū: Reina Kondō
Estudiante de la división novata y miembro del equipo Rata. Es todo lo contrario a Higuruma, siendo más calmada, defensiva y apostando a lo seguro. Tiende a ser algo Hipocondríaca
Shion (シオン?)
 Seiyū: Ikumi Hasegawa
Estudiante de la división avanzada y capitana del equipo Buey. Es ruda pero amable, su carácter la convierte en una especie de figura paterna para Ajisai, dándole consejos y lecciones al mismo tiempo que la cuida y la mima.
Suzuran (スズラン?)
 Seiyū: Hikaru Tohno
Estudiante de la división avanzada y miembro del equipo Buey, al igual que Shion, adora consentir a Ajisai, tomando más que nada una actitud maternal, esta entrenada en arquería.
Ajisai (アジサイ?)
 Seiyū: Fairouz Ai (Anime) : Seiyū: Kaoru Mizuhara (CD-Drama Vomic)
Estudiante de la división novata y miembro del del equipo Buey, intenta demostrarle a Shion y Suzuran de que puede valerse por sí misma, pero siempre termina siendo consentida por ellas. Se preocupa por como el ser tan "mimada" pueda afectar a su desarrollo.
Sumire (スミレ?)
 Seiyū: Fairouz Ai
Estudiante de la división avanzada y capitana del equipo Gallo. Demasiado rígida y estructurada, constantemente reprende a Azami y Tanpopo, a extremos de llevarlas a campamentos rigurosos de entrenamiento. Tiene la costumbre de anotar en un tablero los progresos de ambas. Su mejor técnica es la invisibilidad.
Azami (アザミ?)
 Seiyū: Ayaka Asai
Estudiante de la división novata y miembro del equipo Gallo. Ella y Tanpopo se comportan y lucen similar a Gals, con peinados estrafalarios y usando reveladoramente sus atuendos, se quejan de lo rigurosa que es Sumire pero en el fondo la estiman por preocuparse por ellas.
Tanpopo (タンポポ?)
 Seiyū: Honoka Inoue
Estudiante de la división novata y miembro del equipo Gallo. Al igual que Azami, usa modismos y apariencia Gal. También estima a Sumire, aunque le tengan miedo a su estricto régimen de entrenamiento
Uikyō (ウイキョウ Uikyō?) y Kikyō (キキョウ Kikyō?)
 Seiyū: Minami Tanaka
 Seiyū: Madoka Asahina
Son las únicas miembros del equipo Serpiente, a pesar de ser novatas, son bastante poderosas gracias a que todo el tiempo están sincronizadas, a tal punto de que siempre están juntas y tomadas de la mano debido a que son gemelas. Con los cascabeles ubicados en sus orejas, pueden dormir a sus rivales. A petición de Tsubaki, entrenaron a Asagao y Sazanka para que trabajen como equipo
Fuki (フキ?)
 Seiyū: Mayu Minami
Estudiante de la división novata y capitana del equipo Tigre. De actitud calmada y madura, es muy cordial y correcta, pero puede llegar a ser muy feroz si la provocan. Suele ser la encargada de la cocina del clan.
Itadori (イタドリ?)
 Seiyū: Ayaka Nanase
Estudiante de la división novata y miembro del equipo Tigre. Su marca distintiva es una cicatriz en forma de X en su frente. Es la más bromista y busca problemas del mismo, llegando a ser tan problemática como Sazanka y Asagao, por eso, siempre está bajo cuidado de Ume. También ayuda en la cocina pero de una forma más torpe.
Ume (ウメ?)
 Seiyū: Misaki Watada
Estudiante de la división novata y miembro del equipo Tigre, Es divertida y enérgica, suele acompañar a Itadori en sus andanzas. Además ayuda a Fuki en la cocina, considera que cocinar es su especialidad.
Dokudami (ドクダミ?)
 Seiyū: Natsumi Kawaida
Estudiante de la división avanzada y capitana del equipo Jabalí, considerado el más poderoso de la aldea, uno de los únicos que solo tiene miembros avanzados, con la contra de su pésimo sentido de la orientación. Dokudami es enérgica, alegre, algo presumida, pero muy amigable y amable. Pelea usando un gran garrote de madera.
Aogiri (アオギリ?)
 Seiyū: Makoto Koichi
Segunda miembro del equipo Jabalí. es quizá la más rápida de la aldea. De actitud algo inexpresiva, el manejo de su Katana es extraordinario, llegando a cortar árboles con suma facilidad.
Shakuyaku (シャクヤク?)
 Seiyū: Rio Tsuchiya
Estudiante de la división avanzada y miembro del equipo Jabalí. Es igual de fría que Aogiri, siendo la puntería su principal atributo al atacar con una cuchilla curva a modo de Búmeran.
Kagetsu (カゲツ?)
 Seiyū: Saya Aizawa
Estudiante novata y líder del equipo conejo, además de la cantante de su grupo musical. Tiene una apariencia adorable y una hermosa voz, suele preocuparse cuando no tiene ideas para nuevas canciones, y no es muy buena en el combate.
Hototogisu (ホトトギス?)
 Seiyū: Eri Yukimura
Estudiante novata y miembro del equipo conejo, además de la flautista de su grupo musical, tiene una apariencia "elegante", y su cabello suele tapar su ojo derecho. a pesar de usar un Kusarigama, no es muy buena en el combate.
Mukuge (ムクゲ?)
 Seiyū: Ayasa Ito
Estudiante novata y miembro del equipo conejo, además de la tamborilera de su grupo musical. Se preocupa por su apariencia, al creer que no es tan especial como las de sus compañeras, y al igual que ellas, no es muy buena en el combate.
Higiri (ヒギリ?)
 Seiyū: Yuka Nukui
Estudiante de la división avanzada y capitana del equipo Dragón, de apariencia calmada, es compuesta y diligente, tiende a dejarse influenciar por Suzushiro, y le teme a los ruidos fuertes como los truenos. Su especialidad es el jutsu remolino.
Suzushiro (スズシロ?)
 Seiyū: Yuki Takada
Estudiante de la división avanzada y miembro del equipo Dragón, es enérgica y juguetona. Su especialidad es la percepción del espacio, lo que le ayuda a detectar cuando hay alguien cerca.
Hasu (ハス?)
 Seiyū: Moe Kahara
Estudiante de la división novata y miembro del equipo Dragón. Es tranquila y tiene unos ojos muy apacibles. Adora pintar y tiene una cueva secreta llena de sus pinturas. Su especialidad es el jutsu de confusión, que usa para desorientar a las personas, lo uso para evitar que sus compañeras encontraran la cueva donde pinta.
Hana (ハナ?)
 Seiyū: Yumi Uchiyama
Es la profesora de la división avanzada y la más fuerte de la aldea. De pocas pulgas, constantemente advierte a sus estudiantes del riesgo de cruzarse con los hombres. Sus técnicas consisten en invocar serpientes. A pesar de su fortaleza, a veces suele sufrir dolores de espalda
Konoha (コノハ?)
 Seiyū: Mao Ichimichi
Es la profesora de la división novata. A pesar de ser fría e inexpresiva, se preocupa por la salud de Hana y de sus estudiantes.

## Contenido de la obra

### Manga
Kunoichi Tsubaki no Mune no Uchi es escrito es ilustrado por Sōichirō Yamamoto. La serie se publica en la revista Gekkan Shōnen Sunday de Shōgakukan, y hasta el momento ha sido compilada en 5 volúmenes tankōbon.
| Volúmenes de manga publicados | Volúmenes de manga publicados | Volúmenes de manga publicados |
| Número                        | Fecha de publicación          | ISBN                          |
| ----------------------------- | ----------------------------- | ----------------------------- |
| 1                             | 12 de julio de 2018           | ISBN 9784091284396            |
| 2                             | 12 de febrero de 2019         | ISBN 9784091288776            |
| 3                             | 4 de julio de 2019            | ISBN 9784091292889            |
| 4                             | 10 de enero de 2020           | ISBN 9784091295712            |
| 5                             | 12 de agosto de 2020          | ISBN 9784098502134            |

### Anime
El 9 de noviembre de 2021, Aniplex anunció una adaptación de la serie al anime producida por CloverWorks. La serie está dirigida por Takuhiro Kodachi, con guiones a cargo de Konomi Shugo, diseños de personajes de Yousuke Okuda y composición musical de Yūsuke Shirato. Se estrenó el 9 de abril de 2022 en Tokyo MX y otras cadenas. El tema de apertura de la serie es "Highlight - Highlight" de The Peggies. Crunchyroll obtuvo la licencia de la serie fuera de Asia.